# I Лате (Пјаченца)
I Лате је насеље у Италији у округу Пјаченца, региону Емилија-Ромања.
Према процени из 2011. у насељу је живело 21 становника. Насеље се налази на надморској висини од 104 м.